# Omeyocan
Omeyocan („Miejsce Dwoistości”) – w mitologii azteckiej i innych ludów Nahua najwyższe niebo (trzynaste lub dziewiąte).
Omeyocan było siedzibą wielkiej pary bóstw stwórczych Ometecuhtliego i Omecihuatl, które były uważane za hipostazy Ometeotla. Bernardino de Sahagún w swoich opisach obrzędów narodzin dziecka tę część nieba nazywa „Miejsce Bardzo Wysokie”. Znane jest też określenie „Dom z Piór Ptaka Quetzal”. Różne wersje na temat podziału nieba mówią o różnej liczbie poziomów, ale zawsze na samej górze znajduje się Omeyocan. Niezależnie od liczby poziomów, to w Omeyocan tworzeni byli bogowie i dusze ludzkie, które tam z powrotem wracały, po całkowitym oczyszczeniu się z ziemskości, czyli jako „Bezcieleśni”. Z tego nieba wyruszały w swoją daleką podróż dusze do noworodków. Ich daleka droga pozwalała na ucieleśnienie się w łonie matki. W Omeyocan wyznaczały się losy ludzi i wszystkich rzeczy.
Przez podwójną naturę Ometeotla najwyższe niebo nazywane było „miejscem gdzie przebywa Wielki Bóg i Wielka Bogini, Niebiański Mężczyzna i Niebiańska Kobieta”.
O najwyższym niebie i o wędrówce zmarłych do Ometeotla napisano bardzo wiele poematów i pieśni. Jedna z nich pochodzi z Chalko:
Dokąd przyjdzie nam iść?

Jest urwista droga, stroma droga Ometeotla.

Czyż przypadkiem my wszyscy

Nie zostaniemy pozbawieni ciała we wnętrzu nieba,

Gdzie znajduje się Kraina Bezcielesnych?

Tam wszyscy pójdziemy, pójdziemy tam razem.

Tam, do Jego Domu